# Doom Days (single)
Doom Days is een single van de Britse band Bastille, als titelsong van hun vierde album Doom Days. Het nummer verscheen in april 2019 als single. Het nummer werd enkel een hit in België en het Verenigd Koninkrijk, en stond dus enkel in de Vlaamse Ultratip 100 op de 23ste plaats en in de UK Singles Chart op de 65ste plaats.

## Muziekvideo
Op 25 april werd er een muziekvideo op YouTube geplaatst voor dit nummer. Dit duurt 2 minuten en 22 seconden. De hoofdrolspeler is Dan Smith.
- MusicBrainz release group: 2bd351a0-243f-4f10-84a8-bb9aa8268829